# Cumulus oophorus
O cumulus oophorus (Latim cumulus = montículo, Grego oo=ovo + phor=portador; terminação latinizada "-us"), também chamado de discus proligerus, é um conjunto de células(chamadas de células do cumulus) adjacentes ao ovócito tanto no folículo ovariano quanto após a ovulação. No folículo antral, ele pode ser referido como uma extensão da membrana . A camada mais interna dessas células faz parte da corona radiata.

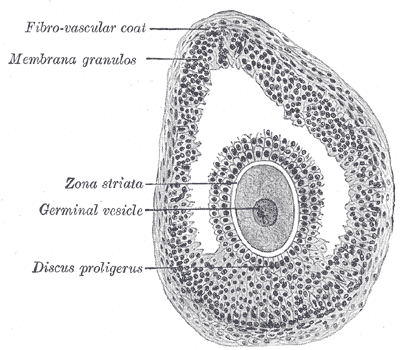
Pode-se observar o cumulus oophorus na parte de baixo, com o nome de Discus proligerus, unindo o ovócito à camada granulosa. Desenho de um corte histológico do folículo ovariano.

Essa camada de células precisa ser penetrada por espermatozóides para a fecundação ocorrer.

## Funções
As funções do cumulus oophorus incluem a coordenação do desenvolvimento do folículo e a maturação do oócito. Mecanismos do segundo processo incluem a estimulação de transporte de aminoácidos e da biossíntese de esteróis, assim como regulação da transcrição gênica do ovócito.
Ele também provê substratos energéticos para o recomeço da meiose do oócito além de promover glicólise.
Em adendo, ele também protege o oócito.

## Perfilamento da expressão gênica
Como parte da fertilização in vitro, o perfil de expressão gênica das células do cumulus pode ser utilizado para avaliar a qualidade do oócito e a eficiência de um protocolo de hiperestimulação ovariana, podendo indiretamente prever aneuploidia do oócito, desenvolvimento do embrião e o desenlace da gravidez. Esses conhecimentos podem ser usados, por exemplo, na escolha do embrião a ser implantado.
No perfil de expressão gênica de células do cumulus, genes correlacionados com maior competência do oócito e melhor prognóstico de gravidez incluem: HAS2, GREM1 and PTGS2.
Em contraste, genes correlacionados com menor competência do ovócito ou menor êxito na gravidez são: BDNF, CCND2, CXCR4, GPX3, HSPB1, DVL3, DHCR7, CTNND1, TRIM28, STAR, AREG, CX43, PTGS2, SCD1 and SCD5.